# Xibei Taidi
Koordinaten: 72° 52′ 0″ S, 74° 56′ 0″ O
Xibei Taidi (chinesisch 西北台地 ‚Nordwesttafelland‘) ist eine bis zu 1890 m hohe, 4 bis 5 km lange und 3 km breite Hochebene im antarktischen Eisschild des ostantarktischen Prinzessin-Elisabeth-Lands. Sie liegt nordwestlich des Mount Harding in den Grove Mountains und grenzt an die Skala Ermolaeva sowie an die 60 bis 100 m tiefer gelegene Moräne nördlich des Tianhe Feng. Die Ebene ist gekennzeichnet durch zahlreiche Gletscherspalten.
Chinesische Wissenschaftler benannten sie im Jahr 2000 im Zuge von Vermessungs- und Kartierungsarbeiten.

## Weblink
- Xibei Taidi im Composite Gazetteer of Antarctica (englisch)